# Elisabeth af Slesvig-Holsten-Sønderborg
Elisabeth af Slesvig-Holsten-Sønderborg (24. september 1580 – 21. december 1653) var en dansk-tysk prinsesse, der var hertuginde af Pommern fra 1615 til 1637. Hun var datter af hertug Hans den Yngre af Slesvig-Holsten-Sønderborg og blev gift med hertug Bogislav 14. af Pommern.

## Biografi
Elisabeth blev født den 24. september 1580 som det tiende barn og femte datter af hertug Hans den Yngre af Slesvig-Holsten-Sønderborg i hans første ægteskab med Elisabeth af Braunschweig-Grubenhagen.
Hun blev gift den 19. februar 1615 i Rügenwalde med hertug Bogislav 14. af Pommern. De fik ingen børn.
Hertug Bogislav døde den 10. marts 1637 i Stettin. Hertuginde Elisabeth overlevede sin mand med 16 år og døde som 73-årig den 21. december 1653 i Rügenwalde.

## Eksterne links
- Wikimedia Commons har flere filer relateret til Elisabeth af Slesvig-Holsten-Sønderborg
- Hans den Yngres efterkommere Arkiveret 24. oktober 2020 hos  Wayback Machine